# Lundum Sogn
Lundum Sogn er et sogn i Horsens Provsti (Århus Stift).
I 1800-tallet var Hansted Sogn anneks til Lundum Sogn. Begge sogne hørte til Voer Herred i Skanderborg Amt. Lundum-Hansted sognekommune blev ved kommunalreformen i 1970 indlemmet i Horsens Kommune.
I Lundum Sogn ligger Lundum Kirke.
I sognet findes følgende autoriserede stednavne:
- Lottedal (bebyggelse)
- Lundum (bebyggelse, ejerlav)
- Lundum Hede (bebyggelse)
- Lundumskov (bebyggelse, ejerlav)
- Skanhede (areal)